# 夏至行動
夏至行動 (德語：Unternehmen Sonnenwende)，亦被稱為斯塔加德坦克戰役，是納粹德國在第二次世界大戰德蘇戰爭的一場裝甲攻勢行動，是最後一個同類行動。
原計劃作為主要攻勢，但最終只作為比較有限的攻擊，這行動被蘇聯紅軍擊退，但有助於蘇聯最高統帥部推遲計劃中對柏林的進攻。

## 計劃
這次行動是作為蘇聯在1945年初對柏林進攻的回應。
海因茨·古德里安上將原本計劃對白俄羅斯第1方面軍實施主要攻勢，切斷在奧得河以東格奧爾基·康斯坦丁諾維奇·朱可夫部隊的前鋒單位。蘇軍將受到來自北面波美拉尼亞什切青舊城及西里西亞格沃古夫和南面勃蘭登堡固本的攻擊。為了推行這些計劃，他要求從庫爾蘭口袋將被圍困的師團撤出，以及從義大利和挪威抽調部隊。而打算用於在匈牙利反攻的 澤普·迪特里希之德國第6裝甲軍團也將參與。阿道夫·希特勒堅持堅守庫爾蘭，而部隊繼續計劃中在匈牙利的進攻；該會議迅速淪為了激烈的爭執和鬧劇。
在同意進行更有限的反攻後，希特勒與古德里安接著有一個更加激烈的爭執，古德里安堅持由瓦爾特·溫克指揮進攻，而不是海因里希·希姆萊（維斯瓦河集團軍的指揮官）。希特勒因古德里安的提議而“幾乎尖叫”，但同意了這一點。

### 行動目標
在最後形式上，夏至行動包括一個由武裝親衛隊第11裝甲軍團的3個軍實施比較有限的反攻，該軍團目前正在波美拉尼亞，打擊白俄羅斯第1方面軍的矛頭。德軍最初將沿著圍繞斯塔加德東南向阿恩斯瓦爾德50公里長的戰線發起進攻，在這裡一小撮守軍被包圍：他們的最終目標是救援科斯琴。
“德意志國防軍”原本把行動代號定為愛斯基摩人, 但武裝親衛隊堅持使用“夏至”作為代號。

### 蘇聯人的情報
朱可夫已經知道攻擊其第61和第2親衛坦克軍團的德軍建制，但沒有有關進攻的確實時間和性質的資料。

## 部署

### “德意志國防軍”
超過1,200輛坦克被分配參與進攻，但由於物資嚴重短缺，只有足夠3天的彈藥和燃料可立即被使用。
- 武裝親衛隊第11裝甲軍團 (費利克斯·施泰納陸軍上將)[2]
  - 第39裝甲軍[2] (卡爾·德克爾陸軍中將)
    - 霍爾斯坦裝甲師[2]
    - 親衛隊第10“弗倫斯堡”裝甲師[2]
    - 親衛隊第4“警察”裝甲擲彈兵師[2]
    - 親衛隊第28“瓦隆”志願擲彈兵師[2]

  - 武裝親衛隊第3裝甲軍[2] (馬丁·安林陸軍中將) 
    - 親衛隊第11“北地”志願裝甲擲彈兵師[2]
    - 親衛隊第23“卡瑪”武裝山地師[2]
    - 第27“蘭格馬克”志願擲彈兵師[2]
    - 元首護衛旅[2]

  - 武裝親衛隊第10軍 (格林·特克拉普陸軍中將)
    - 元首擲彈兵師[2]
    - 第163步兵師[2]
    - 第281步兵師[2]
    - 第104坦克殲擊旅[2]

### 蘇聯紅軍
- 白俄羅斯第1方面軍單位 (格奧爾基·康斯坦丁諾維奇·朱可夫陸軍元帥)
  - 第61軍團[2]
  - 第47軍團[2]
  - 第70軍團
  - 第3突擊軍團[2]
  - 第1親衛坦克軍團[2]
  - 第2親衛坦克軍團[2]

## 進攻
不是所有的被增援渡過在什切青橋樑的德軍單位，在預定開始進攻的2月15日準備就緒。但中路的親衛隊第11“北地”志願裝甲擲彈兵師在這天攻擊霍什奇諾。最初的進攻是成功的，對方的第61軍團對此感到吃驚，和德軍前鋒到達被圍困的霍什奇諾之外圍和解救其守軍。
一場總攻擊在翌日展開，同樣有一些初步的成功，側翼的德軍進一步滲透，而中路的霍什奇諾走廊被擴闊。一些苏军反坦克炮和坦克部队因为重型坦克的攻击损失不少，但德军的虎王重型坦克同时也承受了损失。不久德軍的進展緩慢下來，由於蘇軍的強大阻力及融雪化成泥濘，令超重的德軍坦克表現不佳（另一方面，蘇軍的T-34，即使在這些條件下，仍然具有良好的機動性）。
2月17日該攻勢的指揮官，溫克上將因車禍身受重傷，當時他在參加完在柏林的簡報會後駕車回程，在柏林，他從他的司機手上拿下方向盤（該司機已值班48小時）然後他在方向盤上睡著，他被漢斯·克雷布斯取代，但最初的命令已經失去了。，當天晚些時候，朱可夫率領第3突擊軍團發動反擊，德軍的進攻陷入僵局。
德國維斯瓦河集團軍在2月18日中止“夏至行動”，2月19日朱可夫發起了反攻，使用第61和第2親衛坦克軍團以及第7親衛騎兵軍意圖攻佔甚切青，但在重新收復霍什奇諾時陷入大型巷戰而陷入僵局，德軍沒有立即撤出，但朱可夫使用第70軍團在2月23日進攻引起了撤退，德軍失去或放棄了許多坦克。

## 結果
儘管最初的成果，這次行動是在戰術上是徹底的失敗。德軍未能攻入科斯琴，在隨後撤退中其重型裝備遭受重大損失。不過，行動令朱可夫和約瑟夫·史達林相信進攻柏林的蘇軍北翼是脆弱的，因此推遲了進攻後者約兩個月，同時實施東波美拉尼亞攻勢以掃蕩波美拉尼亞。

## 附錄
1. 1 2 3  Beevor, p.91
2. 1 2 3 4 5 6 7 8 9 10 11 12 13 14 15 16 17 18 19 20 21 22 23 24 25 26 27 28 29 30 31  Le Tissier, p.101
3. ↑  Beevor, p.89
4. ↑  Duffy, p.181-82
5. ↑  Duffy, p.183
6. ↑  Duffy, p.185
7. ↑  Le Tissier, p.102

53°12′N 15°01′E / 53.20°N 15.02°E